# Musica ricercata
Musica ricercata — сборник из одиннадцати пьес для фортепиано, написанный Дьёрдем Лигети в период с 1951 по 1953 год вскоре после того, как композитор начал читать лекции в Музыкальной академии Ференца Листа. Премьера произведения состоялась 18 ноября 1969 года в Сундсвалле (Швеция). Хотя ричерката (ричеркар) является устоявшимся музыкальным стилем (и последняя часть сборника написана в этой форме), название Лигети, скорее всего, следует понимать буквально ― как «музыка поиска» (от итал. ricercare ― «разыскивать»). Эта работа отражает стремление Лигети построить свой собственный композиционный стиль.
Шесть частей «Musica ricercata» (III, V, VII, VIII, IX, X) были переложены композитором для квинтета духовых. Восемь частей (I, III, IV, VII, VIII, IX, X, XI) были аранжированы для баяна Максом Бонне.

## Структура
Важная структурная особенность «Musica ricercata» заключается в том, что в каждой части композитор ограничивается только определёнными высотными классами звука, причем каждая последующая часть имеет ровно на один высотный класс больше, чем предыдущая. Произведение состоит из следующих частей:
| Номер части | Название                                                          | Высотные классы                         |
| ----------- | ----------------------------------------------------------------- | --------------------------------------- |
| I           | Sostenuto – Misurato – Prestissimo                                | A, D                                    |
| II          | Mesto, rigido e cerimoniale                                       | E♯, F♯, G                               |
| III         | Allegro con spirito                                               | C, E, E♭, G                             |
| IV          | Tempo di valse (poco vivace – «à l'orgue de Barbarie»)            | A, B♭, F♯, G, G♯                        |
| V           | Rubato. Lamentoso                                                 | A♭, B, C♯, D, F, G                      |
| VI          | Allegro molto capriccioso                                         | A, B, C♯, D, E, F♯, G                   |
| VII         | Cantabile, molto legato                                           | A♭, A, B♭, C, D, E♭, F, G               |
| VIII        | Vivace. Energico                                                  | A, B, C, C♯, D, E, F♯, G, G♯            |
| IX          | (Памяти Белы Бартока) Adagio. Mesto – Allegro maestoso            | A, A♯, B, C, C♯, D, D♯, F, F♯, G♯       |
| X           | Vivace. Capriccioso                                               | A, A♯, B, C♯, D, D♯, E, F, G♭, G, G♯    |
| XI          | (Посвящение Джироламо Фрескобальди) Andante misurato e tranquillo | A, A♯, B, C, C♯, D, D♯, E, F, F♯, G, G♯ |

Некоторые разделы второй части были использованы в саундтреке к фильму Стэнли Кубрика «С широко закрытыми глазами».

## Записи
«Musica ricercata» была записана Пьером-Лораном Эмаром (в 1996), Фредриком Улленом (в 1998), Ноэлией Родилес (в 2014). III, IV, V, VII, IX и X части записал в 2014 году Кит Армстронг.